# Medalha Militar de Comportamento Exemplar
A Medalha Militar de Comportamento Exemplar é uma medalha militar portuguesa criada a 2 de Outubro de 1863, por decreto da Secretaria de Estado dos Negócios da Guerra, com três graus (ouro, prata e cobre), e distingue militares que servem ao longo da sua carreira com exemplar conduta moral e disciplinar e comprovado espírito de lealdade.

## Graus
A Medalha de Comportamento Exemplar tem três graus:
- Grau Ouro (MOCE)
- Grau Prata (MPCE)
- Grau Cobre (MBCE)

## Motivos de concessão
A medalha de comportamento exemplar compreende os seguintes graus:
- Medalha de Ouro (MOCE) - Concedida ao militar que contar trinta anos de serviço militar efectivo, que nunca tenha sofrido qualquer punição criminal ou disciplinar e tenha sempre revelado dotes notáveis de zelo pelo serviço e alto sentido da virtude, da obediência e das regras da disciplina militar.
- Medalha de Prata (MPCE) - Concedida ao militar que contar quinze anos de serviço militar efectivo, que nunca tenha sofrido qualquer punição criminal ou disciplinar.
- Medalha de Cobre (MBCE) - Concedida aos oficiais, sargentos e praças que completem seis anos de serviço militar efectivo e que nunca tenham sofrido qualquer punição criminal ou disciplinar.

## Distintivos
|  |  |